# Berberis aurahuacensis
Berberis aurahuacensis là một loài thực vật có hoa trong họ Hoàng mộc. Loài này được Lem. mô tả khoa học đầu tiên năm 1848.